# Richard Carlson
Richard Carlson (n. 16 mai 1961, Piedmont, California – d. 13 decembrie 2006, San Francisco, California), a fost un autor american, psihoterapeut și orator motivațional, care a cunoscut faima datorită succesului cărții „Don't Sweat the Small Stuff...and it's all Small Stuff”. Publicată în 1997, a fost cea mai vândută carte USA Today pentru doi ani consecutivi. De asemenea, a fost timp de 101 săptămâni pe lista celor mai bine vândute cărți New York Times.

## Viața și cariera
Richard Carlson s-a născut și a crescut la Piedmont, California, Statele Unite ale Americii. I-a plăcut tenisul, practicând acest sport cu pasiune. A absolvit la Universitatea Pepperdine din Malibu, California, acolo unde a întâlnit-o și s-a căsătorit cu Kristine Anderson (Kris Carlson), în 1981.
Și-a început cariera ca psihoterapeut și a condus un centru de terapie a stresului. A publicat prima sa carte în 1985, dar a devenit cunoscut datorită celei de-a zecea cărți, „Don't Sweat the Small Stuff...and it's all Small Stuff”. Cartea s-a clasat în top, fiind pe lista celor mai bine vândute cărți timp de doi ani.
Printre cărțile sale, tipărite în peste 26 de milioane de exemplare, se numără seria bestseller „Don′t Sweat the Small Stuff” (Nu-ți bate capul cu mărunțișurile) și „Don′t Worry, Make Money” (Nu-ți face griji, fă bani). Este co-editor, alături de Benjamin Shield, prof. dr., al lucrărilor „Handbook for the Soul” (Ghid pentru suflet), „Handbook for the Heart” (Ghid pentru inimă) și „For the Love of God: Handbook for the Spirit” (Întru iubirea Domnului: Ghid pentru spirit).
Richard Carlson a murit pe 13 decembrie 2016 în timpul unei călătorii cu avionul, cauza fiind un embolism pulmonar.

## Cărți publicate
- You Can Feel Good Again: Common-Sense Therapy for Releasing Depression and Changing Your Life.
- Don't Sweat the Small Stuff—and It's All Small Stuff: Simple Ways to Keep the Little Things from Taking Over Your Life.
- You Can Be Happy No Matter What: Five Principles Your Therapist Never Told You, Contributor Dr. Wayne Dyer.
- Don't Worry, Make Money
- Slowing Down to the Speed of Life: How to Create a More Peaceful, Simpler Life from the Inside Out, with Joseph Bailey.
- Don't Sweat the Small Stuff with Your Family: Simple Ways to Keep Daily Responsibilities and Household Chaos from Taking Over Your Life
- A Don't Sweat the Small Stuff Treasury: A Special Selection for Teachers
- Don't Sweat the Small Stuff at Work: Simple Ways to Minimize Stress and Conflict While Bringing Out the Best in Yourself and Others
- Don't Sweat the Small Stuff Teens: Simple Ways to Keep Your Cool in Stressful Times
- Don't Sweat the Small Stuff in Love: Simple Ways to Nurture and Strengthen Your Relationships While Avoiding the Habits That Break Down Your Loving Connection, with Kristine Carlson.
- The Don't Sweat Guide for Parents: Reduce Stress and Enjoy Your Kids More, Don't Sweat Press, Publisher, Don't Sweat Press
- Don't Sweat the Small Stuff for Men: Simple Ways to Minimize Stress in a Competitive World
- Don't Sweat the Small Stuff for Women: Simple and Practical Ways to Do What Matters Most and Find Time for You, with Kristine Carlson
- The Don't Sweat Guide for Moms: Being More Relaxed and Peaceful So Your Kids Are, Too, with Don't Sweat Press, Kristine Carlson.
- The Don't Sweat Guide for Graduates: Facing New Challenges with Confidence, Don't Sweat Press.
- What About the Big Stuff?: Finding Strength and Moving Forward When the Stakes Are High.
- The Don't Sweat Guide for Teachers: Cutting Through the Clutter So That Every Day Counts, Don't Sweat Press
- The Don't Sweat Guide for Dads: Stopping Stress from Getting in the Way of What Really Matters
- The Don't Sweat Guide to Your Job Search: Finding a Career You Really Love, by Editors of Don't Sweat Press, Richard Carlson
- Don't Get Scrooged: How to Thrive in a World Full of Obnoxious, Incompetent, Arrogant, and Downright Mean-spirited People
- You Can Be Happy No Matter What: Five Principles for Keeping Life in Perspective, Contributor Dr. Wayne Dyer
- An Hour to Live, an Hour to Love: The True Story of the Best Gift Ever Given, with Kristine Carlson.
- Focus on the Good Stuff: The Power of Appreciation, by Mike Robbins, Richard Carlson
- Stop Thinking, Start Living.

În limba română, Richard Carlson are publicată cartea „Poți fi fericit orice s-ar întâmpla” (You Can Be Happy No Matter What).